# 샷웰 (노스캐롤라이나주)

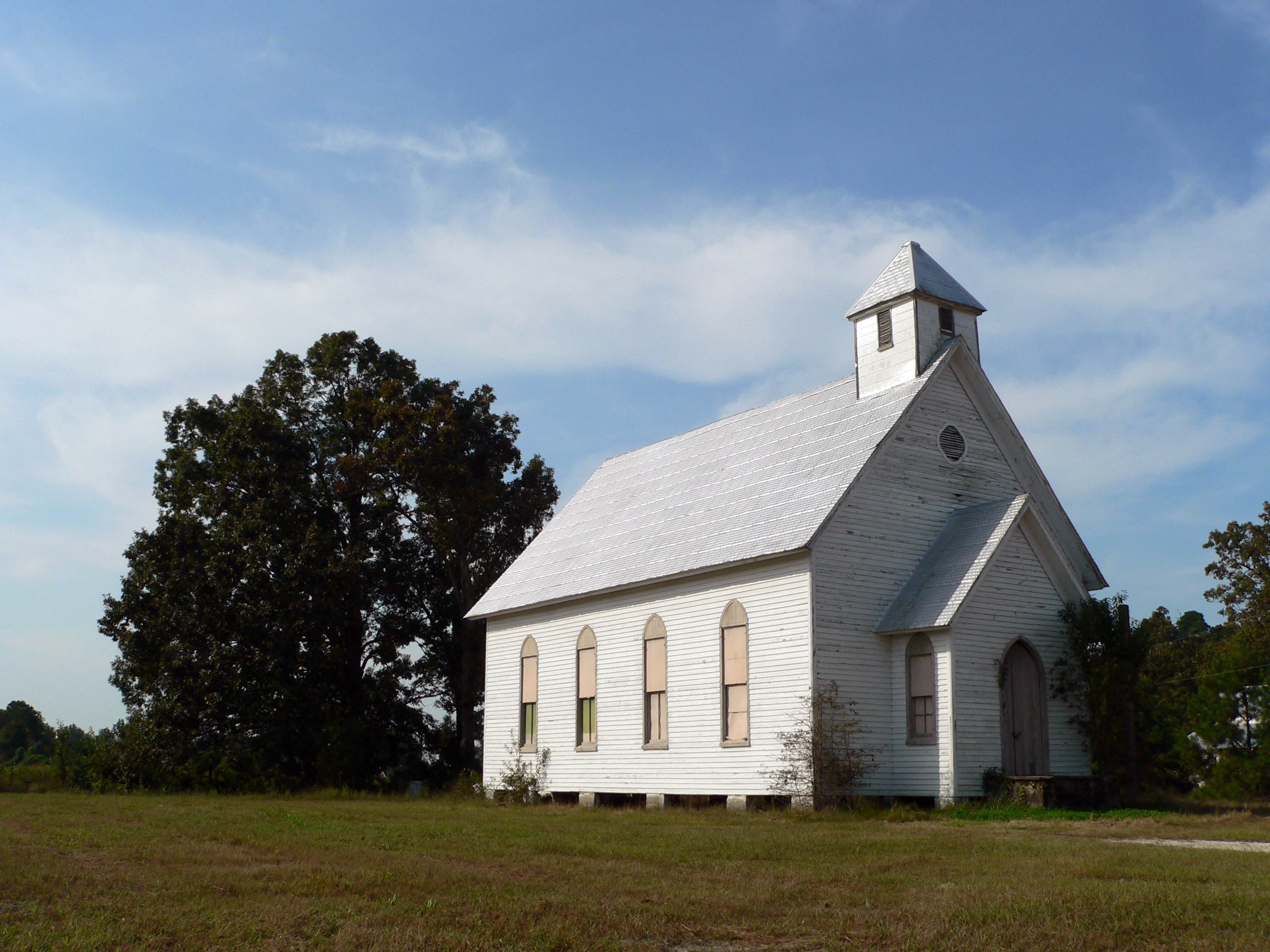

샷웰(Shotwell)은 미국 노스캐롤라이나 주 웨이크 카운티에 위치한 자치구로, 나이트데일에서 남쪽으로 4마일(6.4km) 떨어진 곳에 위치한다.

## 관광
나이트데일에 월넛 힐 역사 지구가 존재하며, 19세기 경 지어진 역사가 깊은 건물들이 존재한다.

## 역사
19세기 초반부터 사람들이 거주했으며, 우체국은 1880년도에 건축되었지만 20년을 넘기지 못하고 폐쇄되었다.